# Майлз Демпсі
Майлз Демпсі (англ. Miles Dempsey; нар. 15 грудня 1896 Нью-Брайтон, Воласі, Чешир — пом. 5 червня 1969, Беркшир) — британський воєначальник, генерал Британської армії, учасник Першої та Другої світових воєн.
Під час Першої світової бився на Західному фронті, був поранений. У міжвоєнний час служив на різних посадах у багатьох регіонах світу. З початком Другої світової знову на фронті, діяв під началом Б. Монтгомері, командуючи 13-ю бригадою у битві за Францію. Потім бився у Північній Африці, на Сицилії, в Італії, командував дивізіями, корпусом. Під час висадки союзників у Нормандії командувач 2-ї британської армії, на чолі якої бився у Північній Франції, в Бельгії, його армія першою форсувала Рейн.

## Біографія

### Ранні роки, Перша світова війна
Майлз Кристофер Демпсі народився 15 грудня 1896 року в родині Артура Франсуа та Маргарет Мод Демпсі в невеличкому курортному містечку Нью-Брайтон, на березі Ірландського моря, сучасне передмістя Воласі, на заході Англії у графстві Чешир. Його родина належала до нащадків зі старовинних ірландських родів Оффалі та Ліїш. Юначе навчався у школі в Шрусбері, після завершення якої поступив на навчання до Королівського військового коледжу в Сандгерсті, де навчався до 1915 року.
Військова кар'єра
- лютий 1915 — другий лейтенант
- ? — лейтенант
- 1918 — капітан
- ? — майор
- 11 лютого 1938 — підполковник
- 11 лютого 1941 — полковник
- 20 травня 1940 — бригадир
- 27 квітня 1944 — генерал-майор
- 2 січня 1945 — генерал-лейтенант
- 14 жовтня 1946 — генерал

У лютому 1915 року М.Демпсі успішно закінчив навчання та добровольцем попросився на фронт Першої світової війни. Йому було присвоєне військове звання другий лейтенант та направлено до Королівського Беркширського полку, командиром взводу роти «D» 1-го батальйону, який воював на полях битв на Західному фронті. Полк у лавах 2-ї піхотної дивізії Британських експедиційних сил тримав позиційну оборону на ділянці фронту поблизу французького міста Бетюн. Літом 1916 року Демпсі взяв активну участь у боях у Дельвільському лісі, одного з епізодів битви на Соммі. Згодом йому було присвоєне тимчасове звання капітан та призначено командиром роти «D», і незабаром «B».
У цілому на цій ділянці фронту активних дій тривалий час не велось. Основні бої точились у листопаді 1916 року на річці Сере та у квітні 1917 року біля Міромон та Оппі, в ході яких молодший капрал батальйону Джеймс Велш був нагороджений Хрестом Вікторії.
У листопаді 1917 року М.Демпсі командував ротою в боях за Бурлонський ліс у битві біля Камбре. 12 березня 1918 року перед початком Весняного наступу німецьких військ, противник застосував гірчичний газ проти батальйону Демпсі. Він разом з 10 офіцерами та 250 солдатами і сержантами дістав серйозних опіків дихальних шляхів та був евакуйований до Англії. У шпиталі йому видалили легеню.
Капітан М.Демпсі повернувся до батальйону тільки у липні 1918 року, коли колесо війни повернулось на користь союзників і узяв участь у 100-денному наступі, доки Німеччина не капітулювала й війна не закінчилась. Демпсі проголошення про завершення війни застигнуло у Ескармені. За свої бойові заслуги він був удостоєний Воєнного хреста.

### Інтербелум
Після війни М.Демпсі служив у полку, який виконував окупаційні завдання у Рейнській зоні, а вже у 1919 році його підрозділ послали до Іраку, ще пізніше до Персії, де батальйон увійшов до складу «Сил Північної Персії» (англ. North Persia Force). Наприкінці 1921 року батальйон перевели до Барейлі, в Індії, де він отримав призначення на посаду командира роти. Тільки у 1923 році молодий офіцер повернувся до Британії, з призначенням на посаду командира навчального взводу 1-ї роти в Королівському військовому коледжу в Сандгерсті. Його начальником став колишній командир, з яким вони билися на Західному фронті, майор Річард О'Коннор.
З 1927 року Демпсі продовжив військову службу у Британській Рейнській армії, де знову командував ротою. У січні 1930 року був прийнятий на навчання до Штабного коледжу в Камберлі, який закінчив у грудні 1931 року. Серед його однокашників були майбутні воєначальники Другої світової Вільям Готт, Джордж Гопкінсон та інші.
Після здобуття освіти М.Демпсі призначили на штабну посаду в офіс Військового секретаря, де він служив до січня 1934 року, потім отримав призначення заступником начальника штабу 5-ї піхотної бригади 2-ї піхотної дивізії генерал-майора А. Вейвелла. Пізніше офіцер перебував на різних посадах, у тому числі у Силах оборони Союзу в Південній Африці. У січні 1938 року його призначили командиром 1-го батальйону Королівського Беркширського полку.

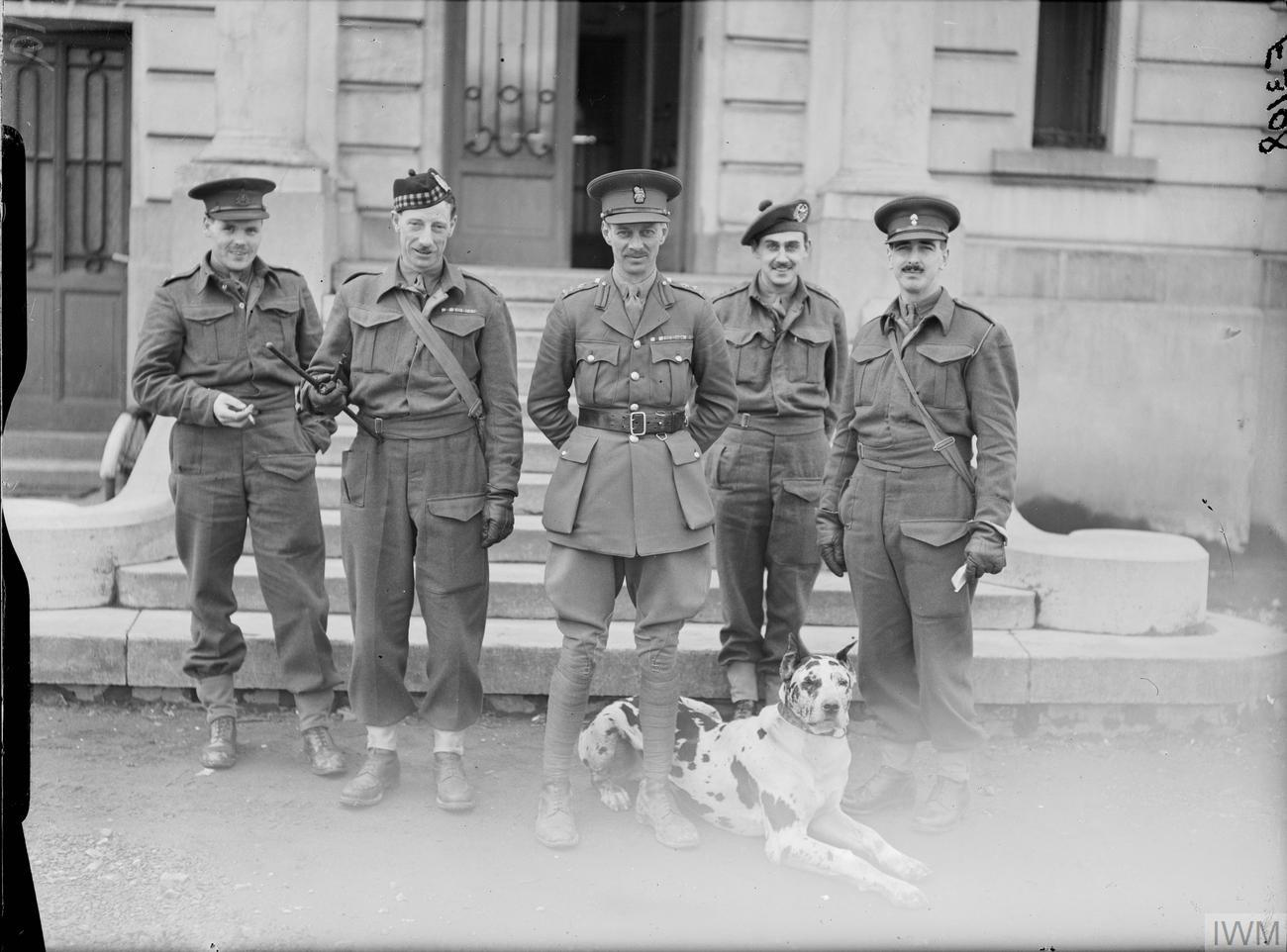
Бригадир М.Демпсі з офіцерами свого штабу. Вервік. Бельгія. 1939.

### Друга світова війна

#### Бельгія, Франція
На початку світового конфлікту в Європі, батальйону підполковника М.Демпсі був приведений у бойову готовність та вже наприкінці вересня 1939 року направлений до Франції у складі Британських експедиційних сил на посилення угруповання західних союзників на континенті. У листопаді 1939 року він призначений командувати 13-ю піхотною бригадою 5-ї піхотної дивізії на заміну бригадира Генрі Вілкокса. Основним завданням бригади було охорона тилової зони британських військ з одночасним поповненням мобілізованими, які продовжували надходити з Британських островів.
У травні 1940 року з початком німецького бліцкригу у Бельгії та Франції, 13-та бригада вступила в бій на рубежі річки Дейле та далі на річці Скарпе, намагаючись стримати просування моторизованих військ вермахту. Після капітуляції бельгійських військ фронт союзних військ пав, і британська бригада М.Демпсі була змушена вести затяті бої на позиціях по каналу Іпр-Комін, надаючи можливість 3-ій піхотній дивізії генерала Б.Монтгомері відступити.
Надалі бригада відступила до Дюнкерка, де перейшла до оборони та взяла участь у забезпеченні евакуації союзних військ із французького берега. Після виконання завдання частина повернулась до Англії, з 3000 вояків 500 загинуло, потрапило в полон або зникло безвісти. У липні 1940 року бригадир М.Демпсі за успішне командування підпорядкованими військами в боях у Франції був нагороджений орденом «За видатні заслуги».

#### Англія
Після катастрофи на Західному фронті, бригадира М.Демпсі призначили представником британського Генерального штабу до Канадського корпусу, де він перебував до червня 1941 року. Згодом він постав на посаду командира спочатку 46-ї піхотної дивізії, а трохи пізніше — 42-ї Іст-Ланкаширської піхотної дивізії, яка через чотири місяці була переформована на бронетанкову. Командування танковим з'єднанням вимагало багатьох знань та практичних навичок і генералу М.Демпсі довелось багато попрацювати та пройти тренувань, поки він не здобув достатнього досвіду в управлінні маневреною та потужною бойовою одиницею британської армії.

#### Північна Африка, Італія
У грудні 1942 року М.Демпсі був підвищений у званні до генерал-лейтенанта з одночасним призначенням командиром XIII армійського корпусу, що бився у складі 8-ї армії в Північній Африці проти німецько-італійських військ генерала Е. Роммеля. Командувач 8-ї британської армії, генерал Б.Монтгомері, давно примітив здатного офіцера ще за часів його навчання у Штабному коледжі. Через складні умови місцевості на півночі Єгипту і Лівії та розтягнутість комунікацій корпус М.Демпсі перебував у резерві армії й в ході наступу Монтгомері просувався силами 30-го генерала О. Ліза та 10-го генерала Б. Хоррокса корпусів. Тому, командувач армії доручив йому зайнятись попередньою розробкою плану операції з вторгнення на Сицилію.
У липні 1943 року генерал М.Демпсі керував своїм корпусом, який складався з 5-ї, 50-ї та 78-ї піхотних дивізій та 4-ї бронетанкової бригади, під час морської десантної операції «Хаскі». Вторгненню англо-американських військ передувала висадка повітряного десанту (операції «Фастіан» і «Ледброук») двох бригад однієї з дивізій корпусу — 1-ї повітрянодесантної.
Рано-зранку 3 вересня 1943 року перший ешелон XIII-го корпусу генерал-лейтенанта сера Майлза Демпсі, що складався з 5-ї британської та 1-ї канадської піхотних дивізій, після тривалої артилерійської підготовки 600 гармат берегової та корабельної артилерії союзників, висадився десантно-висадочними засобами на італійську землю з метою скувати основні сили німецьких військ у невигідному для них вузькому проміжку півострову Калабрія. З моря десант підтримували важкі бойові кораблі британського флоту, серед яких лінійні кораблі HMS «Веліант» та «Воспайт».
76-му танковому корпусу генерала танкових військ Т.Герра було вказано не ув'язуватися у затяті бої з переважаючими силами супротивника, а всіляко гальмувати їх просування шляхом підриву мостів та інших об'єктів інфраструктури й відступити на північ.
За два тижні британський корпус пройшов з боями більше 480 км, перш ніж з'єднався з підрозділами 5-ї американської армії (американський 6-й та британський X-й корпуси), що висадились північніше біля Салерно у ході операції «Аваланч».
Надалі XIII корпус продовжував наступати у центрі Італії, найзапекліші бої стались у грудні 1943 року поблизу річки Моро на Зимовій оборонній лінії противника.

Генерал-лейтенант сер М.Демпсі (праворуч) з командувачем 21-ї групи армій генералом Б.Монтгомері (у центрі) та командувачем 1-ї американської армії генерал-лейтенантом О.Бредлі (ліворуч). Нормандія. 10 червня 1944.

#### Західна Європа
Наприкінці 1943 року Б. Монтгомері був обраний командувачем 21-ю групою армій, яка на Британських островах готувалась до вторгнення в Нормандії. Генерал-лейтенант М.Демпсі, який став одним з найдовіреніших людей старого воєначальника й відмінно зарекомендував себе на усіх полях битв, був запропонований Монтгомері на посаду командувача 2-ї армії, головної ударної сили британської армії, що мала висаджуватись на плацдарми «Голд», «Джуно» та «Сорд».
6 червня 1944 року, у День Д, силами 2-ї британської армії розпочалась висадка англо-канадських військ на трьох плацдармах з п'яти на узбережжя окупованої нацистами Франції. Проте, успішна із самого початку десантна операція незабаром наштовхнулась на затятий опір німецьких військ і скоро британці зав'язли в боях, що точилися біля Кана. Разом з цим, постійні та настирливі спроби військ Б. Монтгомері прорвати оборону німців біля цього французького міста змушували Головнокомандування Вермахту «Захід» кидати у битву всі наявні резерви, в першу чергу танкові сили, особливо елітні дивізії СС. У липні американські війська 3-ї армії генерала Дж. Паттона широким охоплювальним маневром прорвались значно західніше району основних боїв та вирвались на оперативний простір. Після цього 2-га британська армія генерала М.Демпсі поринула у рішучий наступ і невдовзі громила нацистські війська на півночі Франції та в Бельгії. У вересні 1944 року формування 2-ї армії визволили Брюссель, а згодом і Антверпен. За свої стрімкі та успішні дії, її командувач здобув прізвище «Дві сотні миль Демпсі».

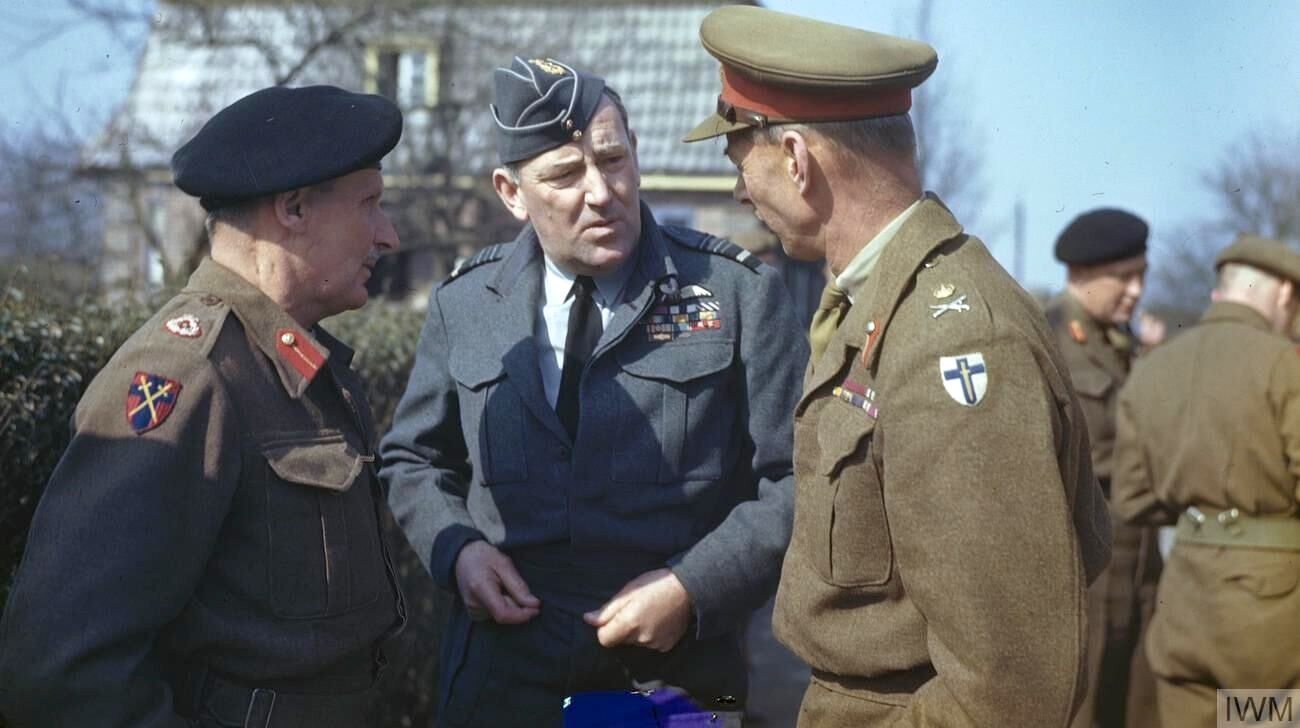
Командувач 21-ї групи армій фельдмаршал Б. Монтгомері, маршал авіації А. Конінгам та командувач 2-ї британської армії генерал-лейтенант сер М. Демпсі обговорюють прийдешнє форсування Рейну. 22 березня 1945

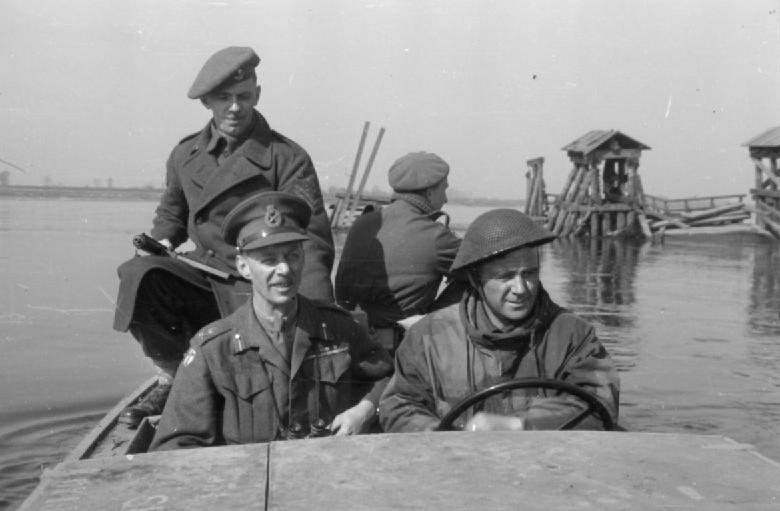
Генерал-лейтенант сер М. Демпсі долає Рейн у моторному човні. Березень 1945

У другій половині вересня 1944 року 30-й армійський корпус 2-ї армії генерала М. Демпсі взяв участь у наземній фазі операції «Маркет-Гарден» — комбінованій військовій операції союзників із застосуванням наймасштабнішого в історії війн повітряного десанту в Голландії. Із самого початку командувач армії був скептично налаштований на результат цієї операції, на його погляд її успіх залежав від дуже багатьох факторів і вона несла в собі за задумом дуже ризикований характер. Тому М.Демпсі висловлював свою незгоду та сумніви Б.Монтгомері, який був ініціатором цієї складної операції. Під час операції, М.Демпсі виїжджав безпосередньо на передову і був свідком рішучих дій американських десантників у боях за міст біля Неймегена, коли воїни 504-го парашутного полку 82-ї повітрянодесантної дивізії швидко опанували стратегічно важливий міст. Під враженням цього бою, він зустрівся з командиром дивізії бригадним генералом Дж. Гейвіном та пожав йому руку і сказав: «Я дуже гордий зустріти командира найвеличнішої дивізії у світі на сьогодні!»
15 жовтня 1944 року король Об'єднаного королівства Георг VI присвятив генерала М.Демпсі у лицарі прямо на полі бою.
24 березня 1945 року 2-га британська армія М. Демпсі з 12-м Н. Річі, 30-м Б. Хоррокса та 2-м канадським корпусами Г. Сімондса в першому ешелоні й 8-м корпусом Е. Баркера у резерві форсувала Рейн, таким чином, він став першим командувачем британської армії, що зробив це. Його війська продовжували успішний наступ вглиб території Німеччини, звільняли Бремен, Гамбург та Кіль.
О 11:00 3 травня 1945 року делегація німецьких військ на чолі з генерал-адміралом Г.фон Фрідебургом прибула від імені генерал-фельдмаршала В. Кейтеля та грос-адмірала К. Деніца для переговорів про капітуляцію німецьких військ до передового командного пункту генерала М. Демпсі. У характерній для нього манері він послав їх свого командувача фельдмаршала Б.Монтгомері, який погодився про безумовну капітуляцію вермахту на півночі нацистської Німеччини.
4 травня 1945 року Б. Монтгомері прийняв на Люнебурзькому пустищі капітуляцію німецьких військ на півночі Німеччини, в Данії та в Нідерландах.

#### Далекий Схід
Після завершення війни в Європі, генерал-лейтенант М.Демпсі був призначений командувачем 14-ї армії, а згодом Малайським командуванням на Далекому сході та командувачем наземними військами Великої Британії у Південно-Східній Азії. Однак, ще до його прибуття на Тихий океан, там війна також закінчилась повною перемогою союзників. На долю Демпсі випало розв'язувати проблеми 750 000 японських військовополонених, маючи всього 123 000 британських та голландських солдатів.

### Післявоєнний час
З 1946 року генерал-лейтенант М. Демпсі командував наземними силами Середньосхідне командування, у червні йому надане тимчасове звання «повний генерал», а вже 14 жовтня 1946 року він був удостоєний цього звання та став ад'ютантом короля. У серпні 1947 року генерал Майлз Демпсі звільнився з лав британської армії. В 1948 році він одружився з Віолою О'Рейлі, дочкою срібного призера літніх Олімпійських ігор 1908 року з поло Персі О'Рейлі.
Майлз Демпсі не залишив після себе ніяких спогадів про військове минуле, він категорично відмовлявся писати мемуари, а свої щоденники наказав спалити.

### Смерть
У 1969 році після повернення з відвідування свого племінника в Кенії доктори діагностували у відставного генерала рак. 5 червня 1969 року у 72-річному віці генерал Майлз Демпсі помер та був похований біля церкви у Яатендоні в Беркширі.